# Echeneis naucrates
Echeneis naucrates is een straalvinnige vissensoort uit de familie Echeneidae. De wetenschappelijke naam is gepubliceerd in 1758 door Linnaeus in de tiende editie van Systema naturae.